# Jefferson County (Texas)
Jefferson County je okres ve státě Texas v USA. K roku 2010 zde žilo 252 273 obyvatel. Správním městem okresu je Beaumont. Celková rozloha okresu činí 2 877 km².